# Nou-darake
Nou-darake（ノウダラケ、ノウダラケ遺伝子、ndk遺伝子）はプラナリア頭部で発現する遺伝子の一つである。その機能を抑制すると頭部以外でも神経の発達を促進することから、「脳だらけ」と名づけられた（駄洒落ではなくれっきとした専門用語である）。これらの成果は国立遺伝学研究所と理化学研究所の共同研究によって同定された。
その研究によれば、ndk遺伝子について今のところ提唱されているストーリーは、以下の通りである。
NDK蛋白質はFGF受容体様の細胞外構造を持つが、別種の蛋白質であるFGF受容体にFGF受容体結合因子が結合することがその細胞を神経細胞へと運命を決定する重要な過程と考えられている。通常NDK蛋白質は頭部領域に特異的に存在し、FGF受容体結合因子と結合する。この結果FGF受容体結合因子の存在を頭部領域に限定することとなり、したがってこれが他の領域に拡散することを防いでいる。よって頭部に存在する細胞だけがFGF受容体結合因子をFGF受容体に結合させることが可能となり、頭部に限定的な神経系の発達を確立していると考えられている。
ndk遺伝子の発現が妨げられるとFGF受容体結合因子が頭部以外にも拡散することとなり、頭部以外の細胞でもFGF受容体結合因子がFGF受容体に結合し、その結果「脳だらけ」となる。
2009年には、逆に頭部が作られず尾だけの「脳なし」となるnou-nashi遺伝子が発見されている。